# Valentin Masengo Mkinda
Valentin Masengo Mkinda (Kahako, 10 december 1940 - Lutembo, 26 oktober 2018) was een Congolees rooms-katholiek geestelijke en bisschop.
Hij was de zoon van Louis Banza Nyombo en Albertine Seya en liep school in het kleinseminarie Pius X in Kalenda (1960), het kleinseminarie Saint Thomas Tshilundu Merode (1960-1963) en kleinseminarie Saint Thomas Lukalenge (1963). Daarna vatte hij zijn priesterstudies aan in het seminarie Christus-Koning in Malole. Hij werd in 1969 tot priester gewijd. Hij was onder andere professor en rector aan het seminarie Christus-Koning in Malole (Kananga). Hij werd in 1996 benoemd tot bisschop van Kabinda als opvolger van Matthieu Kanyama. Hij stierf in 2018 na een lang ziekbed.